# ستيفن بريستون
ستيفن بريستون (بالإنجليزية: Stephen Preston)‏ (1879 - ) هو لاعب كرة قدم بريطاني (وحمل سابقاً جنسية المملكة المتحدة لبريطانيا العظمى وأيرلندا) في مركز الهجوم. لعب مع ستوكبورت كونتي ومانشستر يونايتد.